# Gruppo Comunista

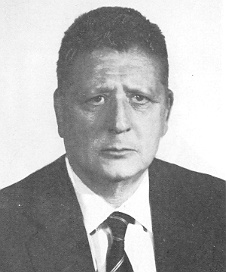
Giorgio Amendola

Altiero Spinelli

Enrico Berlinguer

Il Gruppo Comunista e Apparentati (COM) è stato un gruppo politico al Parlamento europeo di sinistra d'ispirazione comunista attivo tra il 1973 e il 1989.

## Storia del gruppo
Il Gruppo Comunista e Apparentati è il primo gruppo politico comunista del Parlamento europeo e nasce il 16 ottobre 1973 come Gruppo comunista e apparentati (SF, Ind. Sin.).
Alle prime elezioni europee del 1979 risultò il quarto gruppo parlamentare per numero di componenti, accogliendo i comunisti italiani, francesi e danesi. Nelle liste del PCI vi erano molti esponenti della Sinistra Indipendente e viene eletto anche l'allora segretario del PCI Enrico Berlinguer. Primo presidente del gruppo è stato l'Italiano Giorgio Amendola, poi sostituito da Guido Fanti; Altiero Spinelli è vicepresidente.
Alle Elezioni europee del 1984 il Gruppo Comunista ottiene 41 europarlamentari e si conferma il quarto gruppo. Aderirono anche i comunisti greci e i comunisti italiani aumentarono i propri seggi, poiché alle elezioni il PCI per la prima volta conquistò più seggi della Democrazia Cristiana, probabilmente sulla scia della recentissima morte di Enrico Berlinguer. Suo presidente era Giovanni Cervetti e Altiero Spinelli vicepresidente.
Nel 1989 il gruppo si divise in due gruppi:
- la Sinistra Unitaria Europea, cui aderirono il Partito Comunista Italiano, il Partito Comunista di Spagna, il greco Coalizione della Sinistra, dei Movimenti e dell'Ecologia e il danese Partito Popolare Socialista, per un totale di 28 membri;
- la Coalizione delle Sinistre Partito Comunista Francese, il Partito Comunista Portoghese, il Partito Comunista di Grecia e il Partito dei Lavoratori irlandese, per un totale di 14 membri.

## Composizione

### I Legislatura (1979-1984)
| Nome                        | Nome locale                | Stato     | MPE |
| --------------------------- | -------------------------- | --------- | --- |
| Partito Comunista Italiano  | Partito Comunista Italiano | Italia    | 24  |
| Partito Comunista Francese  | Parti Communiste Français  | Francia   | 19  |
| Partito Popolare Socialista | Socialistisk Folkeparti    | Danimarca | 1   |

### II Legislatura (1984-1989)
| Nome                                  | Nome locale                            | Stato     | MPE |
| ------------------------------------- | -------------------------------------- | --------- | --- |
| Partito Comunista Italiano            | Partito Comunista Italiano             | Italia    | 27  |
| Partito Comunista Francese            | Parti Communiste Français              | Francia   | 10  |
| Partito Comunista di Grecia           | Κομμουνιστικό Κομμα Ελλάδας            | Grecia    | 3   |
| Partito Comunista di Grecia - Interno | Κομμουνιστικό Κόμμα Ελλάδας Εσωτερικού | Grecia    | 1   |
| Partito Popolare Socialista           | Socialistisk Folkeparti                | Danimarca | 1   |